# Тебанска хегемонија
Тебанска хегемонија период је у историји античке Грчке од 371. године п. н. е. до 362. године п. н. е. када је хегемонију успоставила Теба на челу Беотијског савеза. За почетак хегемоније узима се победа тебанског војсковође Епаминонде над спартанском армијом у бици код Леуктре. Поразом Тебе у бици код Мантинеје завршена је и њена хегемонија.

## Увод
Победом у Пелопонеском рату Спарта успоставља своју хегемонију. Њена самовољна политика изазивала је незадовољство дотадашњих савезника, пре свега Тебе и Коринта. Коринтски рат још је више продубио јаз између Спарте и Тебе. Он је 386. године п. н. е. завршен Анталкидиним миром у корист Спарте. Међутим, отпор против њене хегемоније настављен је. Центар незадовољства била је Атина. Године 382. п. н. е. Спарта улази у рат са Халкидичким савезом. Спарти је требало три године да угуши устанак и приволи Халкидики да приступи Пелопонеском савезу. То су искористили Тебанци да организују устанак под вођством Пелопиде и Епаминонде. Лаконофилска странка је збачена, а у Теби је успостављена демократија. То ће изазвати Беотијски рат у коме ће се Теби придружити и Атина након неуспешног напада хармоста Сфордије на Пиреј.

## Битка код Леуктре
Године 372. п. н. е. Атина и Спарта склапају мир. Међутим, рат Спарте и Тебе је настављен. Епаминонда је већ на састанку ставио спартанским посланицима до знања да неће прихватити даљу спартанску тиранију. Следеће, 371. године п. н. е. спартански краљ Клеомброт (иначе присталица мира) покреће поход на Беотију. Епаминонда му се супротставио код Леуктре. Спартанска бројнија армија поражена је Епаминондином тактиком косог строја.
Битка код Леуктре имала је значајне последице. Спартанци се повлаче на Пелопонез чиме је и званично окончана њихова превласт. Хегемонију успоставља Теба. Бројни градови приступају Беотијском савезу. Неки од њих због тога иступају из Другог атинског поморског савеза. То је на Тебу навукло непријатељство Атине.

## Поход на Пелопонез
Пораз Спарте у бици код Леуктре пољуљао је њен углед међу чланицама Пелопонеског савеза. Неке од њих су сматрале да је право време да се ослободе спартанског утицаја. Од Спарте се прва одметнула Аркадија која у сврху увођења деморатије и укидања олигархије тражи помоћ од Тебе и Атине. Атина је одбила да јој пружи помоћ знајући да ће слабљењем Спарте Теба несразмерно ојачати. Епаминонда с друге стране одмах прихвата позив и организује поход на Пелопонез.
Тебанска војска је са лакоћом продрла кроз Пелопонез и стигла у долину Еуроте. Тебанска војска није успела да пређе реку набујалу од снега. Спарта је због близине непријатеља била присиљена на, до тада невиђене мере као што су наоружавање хелота и обећавање слободе. Епаминонда ипак не напада град како би избегао непотребно проливање крви. Уместо тога се задовољио увођењем демократског државног уређења у Аркадији и Месенији. Спартанци шаљу понизан позив у помоћ Атини. Атина се одазива и извршава војну демонстрацију на Коринтској превлаци. Тебанци су присиљени да се повуку са полуострва.

## Уплитање Персије
Следеће, 369. године п. н. е. Спарта и Атина склапају војни савез против Тебе и утврђују Коринтску превлаку. Ситуација се још више закомпликовала уплитањем Персије у унутрашња збивања Грчке. На конгресу одржаном у Сузи, Пелопида је највише импоновао персијском цару. Атини је наређено да своје бродове "извуче на копно". Границе Пелопонеза преправљене су по жељи Тебанаца. Сем Беотије ниједна држава није била задовољна исходом конгреса и није пристала на потписивање споразума. Аркадија, која је изгубила Трифалију, такође је била незадовољна.
Персијска политика пружања подршке Теби изазвала је Атину да пошаље флоту од 30 бродова коју је предводио Тимотеј на обале Мале Азије. Она се умешала у борбу међу сатрапима и преузела контролу над Амфипољем. На Самосу Атињани насељавају клерухе.
Персијском помоћу Тебанци опремају флоту од 100 тријера и на Босфору извршавају војну демонстрацију. Она је прекинула довоз жита са Црног Мора у Атину. Византион, Хиос и Родос присиљени су да привремено иступе из Другог атинског поморског савеза. Оне се враћају неколико година касније јер Теба није обнављала своје демонстрације.

## Крај хегемоније
Елидски рат на Пелопонезу доведе у питање беотијски утицај те Епаминонда предузе нови поход. Његова армија бројала је 33.000 људи и била је за трећину бројнија од савезничке: Атине, Спарте, Елиде, Ахаје и Мантинеје. Две војске сукобиле су се код Мантинеје. Битка која је уследила завршена је неодлучно. Међутим, тебански војсковођа Епаминонда погинуо је када је победа била на домаку. Беоћани се повлаче, а савезници их не прате. Склопљен је мир који је означио крај тебанске хегемоније.